# Mantidactylus depressiceps
Mantidactylus depressiceps é uma espécie de anfíbio da família Mantellidae. Esses sapos vivem somente em Madagáscar e Mayotte [verificação necessária]. Esses sapos geralmente são menos coloridas do que os seus parentes em Mantella.
É endémica de Madagáscar.
Os seus habitats naturais são: florestas subtropicais ou tropicais húmidas de baixa altitude, regiões subtropicais ou tropicais húmidas de alta altitude, rios, marismas de água doce, marismas intermitentes de água doce e florestas secundárias altamente degradadas.
Em obras recentes, Blommersia, Boehmantis, Gephyromantis, Guibemantis, Spinomantis e Wakea são muitas vezes separados Mantidactylus.
Está ameaçada por perda de habitat.